# 布西亞 (肯亞)
布西亞（Busia）是東非國家肯尼亚的城鎮，由西部省負責管轄，位於首都內羅比以西431公里，西面毗鄰與烏干達接壤的邊境，海拔高度1,200米，1999年人口30,777。

## 外部連結
- Location of Busia, Kenya At Google Maps

00°27′11″N 34°07′30″E / 0.45306°N 34.12500°E